# James Warren (ingeniero)
James Warren  (1806-1908) fue un ingeniero británico, conocido por haber patentado el sistema de vigas de celosía  que lleva su nombre, utilizadas en la construcción de puentes.

## Patente
James Warren dio su nombre a un tipo de celosía, conocida en inglés como Warren Truss, de la que obtuvo conjuntamente con Willoughby Theobald Monzoni  la Patente n.º 12 242 el 15 de agosto de 1848.

## Vigas Warren
El alma de estas vigas de celosía generalmente está compuesta por triángulos equiláteros colocados entre elementos paralelos. Las diagonales permanecen sometidas exclusivamente a compresión o a tensión, sin que sea necesario disponer montantes verticales. La primera patente preveía la circulación por un tablero dispuesto superior o inferiormente. Este tipo de celosías es isostático, circunstancia que facilita enormemente el cálculo del reparto de las cargas que actúan sobre las mismas.
Se han utilizado profusamente en la construcción de puentes por todo el mundo, como el tablero del Puente de Manhattan, en edificación y en los primeros tiempos de la aviación (como en los armazones dispuestos en las diagonales que conectaban las alas de algunos biplanos.